# Bhavra
Bhavra is een nagar panchayat (plaats) in het district Alirajpur van de Indiase staat Madhya Pradesh. 

## Demografie
Volgens de Indiase volkstelling van 2001 wonen er 9.263 mensen in Bhavra, waarvan 51% mannelijk en 49% vrouwelijk is. De plaats heeft een alfabetiseringsgraad van 54%. 